# Wereldkampioenschap veldrijden 1958
Het negende wereldkampioenschap veldrijden werd gehouden op 23 februari 1958 in Limoges, Frankrijk. Frankrijk was na Luxemburg het tweede land dat het kampioenschap voor de tweede keer organiseerde, Parijs was de locatie voor de eerste editie.
De stad Limoges ligt 25 kilometer zuidelijker van Razès, de geboorteplaats van de tot dan viervoudig (en regerend) wereldkampioen André Dufraisse. Het parcours had een totale lengte van 21,380 kilometer. De 31 deelnemers kwamen uit acht landen die een team afvaardigden van drie of vier renners en een renner uit Nederland.
Na 1955 werd het erepodium voor de tweede keer gevuld met drie nationaliteiten. De eerste keer met een Fransman, een Zwitser en een Italiaan, ditmaal met een Fransman, een Italiaan en een West-Duitser. André Dufraisse behaalde zijn vijfde opeenvolgende titel met zijn achtste opeenvolgende podiumplaats bij evenvele deelnames. Het was ook de negende titel voor Frankrijk. Amerigo Severini werd bij zijn debuut in 1955 meteen derde, in 1956 twaalfde en dit jaar bij zijn derde deelname tweede, het was ook de tweede medaille voor Italië. Rolf Wolfshohl op plaats drie behaalde bij zijn tweede deelname, vorig jaar werd hij zevende, de eerste medaille voor West-Duitsland, het vijfde land dat ten minste een medaille behaalde. De best geklasseerde Belg was Hendrik Willems op plaats vijftien. Net als vorig jaar finishte de Nederlander Manus Brinkman als 21e. Eerdere podiumgangers die dit jaar deelnamen waren Emmanuel Plattner (nu 6e), Georges Meunier (8e), Albert Meier (13e), Firmin Van Kerrebroeck -voor de negende keer deelnemer- (16e) en Pierre Jodet (19e).

## Uitslagen

### Individueel
| Plaats | Renner                 | Land                           | Tijd     |
| ------ | ---------------------- | ------------------------------ | -------- |
| Goud   | André Dufraisse        | Frankrijk                      | 1u11'12  |
| Zilver | Amerigo Severini       | Italië                         | + 0'25   |
| Brons  | Rolf Wolfshohl         | West-Duitsland                 | + 1'02   |
| 4      | Renato Longo           | Italië                         | + 1'17   |
| 5      | André Brulé            | Frankrijk                      | + 1'48   |
| 6      | Emmanuel Plattner      | Zwitserland                    | onbekend |
| 7      | Jempy Schmitz          | Luxemburg                      | + 3'00   |
| 8      | Georges Meunier        | Frankrijk                      | + 3'40   |
| 9      | Otto Furrer            | Zwitserland                    | + 4'05   |
| 10     | Graziano Pertusi       | Italië                         | + 4'15   |
| 11     | Hans Strasser          | Zwitserland                    | + 5'50   |
| 12     | Romano Ferri           | Italië                         | + 5'55"  |
| 13     | Albert Meier           | Zwitserland                    | + 6'15   |
| 14     | Heinz Ruffenach        | West-Duitsland                 | + 6'30   |
| 15     | Hendrik Willems        | België                         | z.t.     |
| 16     | Firmin Van Kerrebroeck | België                         | + 6'50   |
| 17     | José Luis Talamillo    | Spanje                         | + 7'00   |
| 18     | René De Rey            | België                         | + 7'15   |
| 19     | Pierre Jodet           | Frankrijk                      | + 7'45   |
| 20     | José Michelena         | Spanje                         | onbekend |
| 21     | Manus Brinkman         | Nederland                      |          |
| 22     | Marco Thewes           | Luxemburg                      |          |
| 23     | Pierre Wilmes          | Luxemburg                      |          |
| 24     | Siegfried Wustrow      | Duitse Democratische Republiek |          |
| 25     | Hans Kubicki           | Duitse Democratische Republiek |          |
| 26     | Gunther Debusmann      | West-Duitsland                 |          |
| 27     | Norbert Psarski        | West-Duitsland                 |          |
| 28     | Ignacio Morata         | Spanje                         |          |
| 29     | Heinz Zimmermann       | Duitse Democratische Republiek |          |
|        | ?                      |                                | DNF      |
|        | ?                      |                                | DNF      |

### Landenklassement
Op basis klasseringen eerste drie renners.
| Plaats | Land                           | Punten |
| ------ | ------------------------------ | ------ |
| 1      | Frankrijk                      | 0014   |
| 2      | Italië                         | 0016   |
| 3      | Zwitserland                    | 0026   |
| 4      | West-Duitsland                 | 0043   |
| 5      | België                         | 0049   |
| 6      | Luxemburg                      | 0052   |
| 7      | Spanje                         | 0065   |
| 8      | Duitse Democratische Republiek | 0078   |

1950 · 
1951 · 
1952 · 
1953 · 
1954 · 
1955 · 
1956 · 
1957 · 
1958 · 
1959 · 
1960 · 
1961 · 
1962 · 
1963 · 
1964 · 
1965 · 
1966 · 
1967 · 
1968 · 
1969 · 
1970 · 
1971 · 
1972 · 
1973 · 
1974 · 
1975 · 
1976 · 
1977 · 
1978 · 
1979 · 
1980 · 
1981 · 
1982 · 
1983 · 
1984 · 
1985 · 
1986 · 
1987 · 
1988 · 
1989 · 
1990 · 
1991 · 
1992 · 
1993 · 
1994 · 
1995 · 
1996 · 
1997 · 
1998 · 
1999 · 
2000 · 
2001 · 
2002 · 
2003 · 
2004 · 
2005 · 
2006 · 
2007 · 
2008 · 
2009 · 
2010 · 
2011 · 
2012 · 
2013 · 
2014 · 
2015 · 
2016 · 
2017 · 
2018 · 
2019 ·
2020 ·
2021 ·
2022 ·
2023 ·
2024 ·
2025

Categorieën

Mannen elite · 
vrouwen elite · 
mannen beloften · 
vrouwen beloften · 
jongens junioren · 
meisjes junioren · 
gemengde estafette

Voormalig:
mannen amateurs